# Gruppenisomorphismus
Ein Gruppenisomorphismus ist ein mathematisches Objekt aus der Algebra, das insbesondere in der Gruppentheorie betrachtet wird. Analog zu anderen Definitionen von Isomorphismen wird der Gruppenisomorphismus als ein bijektiver Gruppenhomomorphismus definiert. Ein Gruppenisomorphismus, der eine Gruppe auf sich selbst abbildet, ist ein Gruppenautomorphismus. 
Anwendungen finden Gruppenisomorphismen zum Beispiel in den Isomorphiesätzen.

## Definition
Seien {\displaystyle \left(G,\ast \right)} und {\displaystyle \left(H,\star \right)} zwei Gruppen. Ein Gruppenhomomorphismus {\displaystyle f\colon G\to H} heißt Gruppenisomorphismus, falls {\displaystyle f} eine inverse Abbildung besitzt, das heißt, falls es einen Gruppenhomomorphismus {\displaystyle g\colon H\to G} mit {\displaystyle f\circ g=\operatorname {id} _{H}} und {\displaystyle g\circ f=\operatorname {id} _{G}} gibt. Äquivalent hierzu ist die Forderung, dass der Gruppenhomomorphismus {\displaystyle f} bijektiv ist. Man sagt dann, dass die Gruppen {\displaystyle G} und {\displaystyle H} isomorph sind und schreibt {\displaystyle G\cong H}.
Bildet der Gruppenisomorphismus von {\displaystyle \left(G,\ast \right)} nach {\displaystyle \left(G,\ast \right)} ab, sind also Definitionsbereich und Bildmenge gleich, so nennt man den Gruppenisomorphismus auch Gruppenautomorphismus.

## Eigenschaften
- Da ein Gruppenisomorphismus injektiv ist, besteht sein Kern nur aus dem neutralen Element:

{\displaystyle \operatorname {Ker} \left(f\right)=\left\{e_{G}\right\}}
- Sein Bild ist die ganze Gruppe, d. h.:

{\displaystyle \operatorname {im} \left(f\right)=H}
- Zu jedem Gruppenisomorphismus {\displaystyle f\colon G\to H} existiert eine eindeutig bestimmte Umkehrfunktion {\displaystyle f^{-1}\colon H\to G}.

## Isomorphie von Gruppen
Gruppen, zwischen denen ein solcher Gruppenisomorphismus existiert, nennt man isomorph zueinander: sie unterscheiden sich nur in der Bezeichnung ihrer Elemente (und eventuell der Bezeichnung der Gruppenoperation) und stimmen für fast alle Zwecke überein.
Es lässt sich leicht zeigen, dass die Isomorphie von Gruppen eine Äquivalenzrelation bildet.

## Beispiele
- Für jede Gruppe G ist die identische Abbildung {\displaystyle \operatorname {id} \colon G\to G,x\mapsto x}, ein Gruppenautomorphismus.
- Die Exponentialfunktion {\displaystyle \exp \colon \left(\mathbb {R} ,+\right)\to \left(\mathbb {R} _{>0},\cdot \right),x\mapsto e^{x}} , ist ein Gruppenisomorphismus.
- Die Konjugation mit einem festen Element der Gruppe beschreibt einen Gruppenautomorphismus.
- Ein tiefgründiges Theorem der elementaren Zahlentheorie besagt, dass {\displaystyle \mathbb {Z} _{p}^{\times }\cong \mathbb {Z} _{p-1}}. Ist nämlich {\displaystyle g} eine Primitivwurzel von {\displaystyle \mathbb {Z} _{p}}, so ist die Abbildung {\displaystyle f:\mathbb {Z} _{p-1}\to \mathbb {Z} _{p}^{\times }} definiert mit {\displaystyle f(a)=g^{a}} ein Isomorphismus.